# 柏 (柏市)

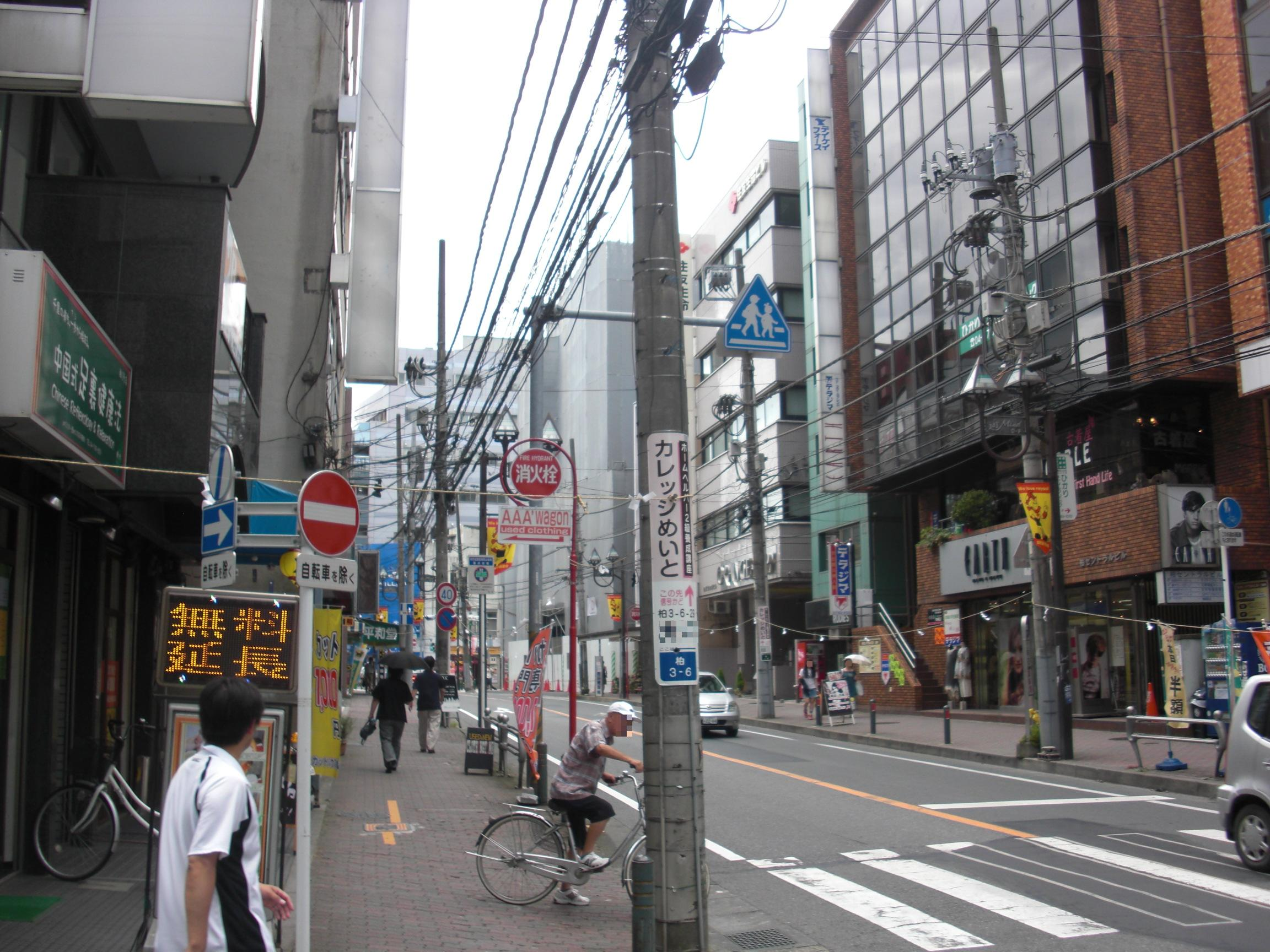
柏三丁目（2011年7月）

柏（かしわ）は、千葉県柏市の地名。現行行政地名は柏一丁目から柏七丁目までと丁目が振られていない地域がある。郵便番号277-0005。

## 地理
柏駅周辺から旧水戸街道、国道16号の方へのびる。JR常磐線の東側に位置している。柏一丁目から四丁目と六丁目は柏駅前行政サービスセンターの、他は本庁管内となる。鉄道線路を挟んで駅西口には末広町や旭町、あけぼのが、南西には中央町、千代田が、北には柏下が、また周辺には明原、東上町、桜台などがある。

### 地価
住宅地の地価は、2014年（平成26年）1月1日の公示地価によれば、柏字中大町554番5の地点で12万5000円/m2となっている。

## 世帯数と人口
2017年（平成29年）10月31日現在の世帯数と人口は以下の通りである。
| 丁目・大字 | 世帯数    | 人口     |
| ---------- | --------- | -------- |
| 柏一丁目   | 240世帯   | 515人    |
| 柏二丁目   | 547世帯   | 908人    |
| 柏三丁目   | 1,101世帯 | 1,833人  |
| 柏四丁目   | 224世帯   | 374人    |
| 柏五丁目   | 529世帯   | 967人    |
| 柏六丁目   | 751世帯   | 1,292人  |
| 柏七丁目   | 633世帯   | 1,161人  |
| 柏         | 4,735世帯 | 11,394人 |
| 計         | 8,760世帯 | 18,444人 |

## 小・中学校の学区
市立小・中学校に通う場合、学区は以下の通りとなる。
| 丁目     | 番地                                                                        | 小学校             | 中学校             |
| -------- | --------------------------------------------------------------------------- | ------------------ | ------------------ |
| 柏一丁目 | 1～6番                                                                      | 柏市立柏第一小学校 | 柏市立柏中学校     |
| 柏一丁目 | 7番                                                                         | 柏市立柏第三小学校 | 柏市立柏第二中学校 |
| 柏一丁目 | 5～6番                                                                      | 柏市立柏第五小学校 | 柏市立柏第二中学校 |
| 柏二丁目 | 5～8番                                                                      | 柏市立柏第五小学校 | 柏市立柏第二中学校 |
| 柏二丁目 | 2～5番 8～12番                                                              | 柏市立柏第一小学校 | 柏市立柏中学校     |
| 柏三丁目 | 1番                                                                         | 柏市立柏第三小学校 | 柏市立柏第二中学校 |
| 柏三丁目 | 2～11番                                                                     | 柏市立柏第五小学校 | 柏市立柏第二中学校 |
| 柏四丁目 | 5番                                                                         | 柏市立柏第五小学校 | 柏市立柏第二中学校 |
| 柏四丁目 | 2～4番 6～11番                                                              | 柏市立柏第一小学校 | 柏市立柏中学校     |
| 柏五丁目 | 全域                                                                        | 柏市立柏第一小学校 | 柏市立柏中学校     |
| 柏六丁目 | 2～4番 8～9番                                                               | 柏市立柏第一小学校 | 柏市立柏中学校     |
| 柏六丁目 | 1番 5～8番 10番                                                             | 柏市立柏第五小学校 | 柏市立柏第二中学校 |
| 柏七丁目 | 全域                                                                        | 柏市立柏第五小学校 | 柏市立柏第二中学校 |
| 柏       | 1～241番地 249～266番地 309～333番地 335～343番地 347～356番地 361～576番地 | 柏市立柏第一小学校 | 柏市立柏中学校     |
| 柏       | 577～1410番地                                                               | 柏市立柏第五小学校 | 柏市立柏第二中学校 |
| 柏       | その他                                                                      | 柏市立柏第四小学校 | 柏市立柏第五中学校 |

## 交通
東日本旅客鉄道（JR東日本）柏駅が域内に所在する。なお、東武野田線の柏駅は隣接する末広町に所在する。
道路としては、町内に国道16号や水戸街道があり、線路を挟んで国道6号や、国道16号を野田方面に向かうと常磐自動車道などが使えるため、交通の便は概ね良い。

## 教育機関
- 柏市立柏第五小学校

上記の通り、当該地域は複数の小・中学校の学区に分かれているが、地域内にある学校は柏第五小学校のみである。

## 施設
| 一丁目 - JR柏駅 - ファミリかしわ - 丸井柏VAT - 柏市役所柏駅前行政サービスセンター - ビックカメラ柏店 二丁目 - ザ・柏タワー - ドン・キホーテ 三丁目 - 柏神社 四丁目 | 五丁目 - 柏市役所 - 諏訪神社 - 柏市立図書館本館 - 学校法人大原学園柏校2号館 六丁目 - 千葉地方法務局柏支局＝登記所,供託所 - 長全寺 七丁目 - メガロス柏 丁目なし - 柏公園 |